# Catch Me Outside
Catch Me Outside' è un singolo del rapper statunitense Ski Mask the Slump God pubblicato il 13 giugno 2016.

## Tracce
1. Catch Me Outside – 2:32